# Милан Рус
Милан Рус (Нови Сад, 8. јул 1977) српски је балетски играч.

## Биографија
Завршио је средњу Балетску школе у Новом Саду. Године 1998. године је ангажован као члан ансамбла Српског народног позоришта у Новом Саду.
Балет Народног позоришта у Београду га ангажује као сталног члана 2003 године. У Народном позоришту је ангажован као први солиста.
Сарађивао је са свим српским и многим европским кореографима.
Учествовао је у ТВ емисији Survivor.

## Награде
- Награде Народног позоришта у Београду[1]
- Награде града Београда[1]
- Награда Удружења балетских уметника Србије[1]
- Награда „Терпсихора”[1]

## Одабрана театрографија
- „Краљица Марго“, 01.12.2005 - р. Крунислав Симић[1]
- „Ко то тамо пева“- Сташа Зуровац[1]
- „Дама с камелијама“, 24.12.2010, Београд, Народно позориште Крунислав Симић[1]
- „Укроћена горопад“, 25.06.2009, Београд, Народно позориште, Крунислав Симић[1]
- „Songs“- Mauro Bigonzzeti[1]
- „La Capinera“, 13.04.2007, Београд, Позориште на Теразијама, Michele Marolla[4]
- „Six Dances“- Jiry Kylian[4]
- „Дуо“- Љубинка Добријевић[4]
- „Вива ла вида“- Александар Илић[4]
- „Посвећење пролећа“- Dytmar Seifert[4]
- „Wolgang Amade“- Ренато Занела[4]
- „Триптих“- Рамон Уље[4]
- „Пакита и Франческа да Римини”, 09.02.2006, Београд, Народно позориште[4]
- „Интервал и Вива ла Вида”, 29.04.2009, Београд, Народно позориште[4]
- „Сонгс”, 25.01.2011, Београд, Народно позориште[4]
- „Александар”, 15.11.2011, Београд, Народно позориште[4]
- „Крцко Орашчић”, 18.03.2014, Београд, Народно позориште[4]
- „Ћелава певачица”, 17.01.2015, Београд, Народно позориште[4]
- „Слика Доријана Греја”, 30.03.2015, Београд, Народно позориште[4]
- „Крвава свадба”, 20.11.2015, Београд, Мадленијанум[4]
- „Копелија”, 15.12.2015, Београд, Народно позориште[4]
- „Бановић Страхиња”, 14.05.2017, Београд, Театар Вук[4]
- „Евгеније Оњегин”, 23.12.2017, Београд, Народно позориште[4]